# NGC 6060
NGC 6060 é uma galáxia espiral barrada (SBc) localizada na direcção da constelação de Hercules. Possui uma declinação de +21° 29' 04" e uma ascensão recta de 16 horas, 05 minutos e 52,2 segundos.
A galáxia NGC 6060 foi descoberta em 22 de Junho de 1876 por Édouard Jean-Marie Stephan.